# Reingard Witzmann
Reingard Witzmann (* 30. Juli 1948 in Wien) ist eine österreichische Volkskundlerin.

## Leben
Witzmann verfügt über das Lehramt für Pflichtschulen und absolvierte ein Schauspielstudium. Sie studierte zudem europäische Volkskunde und Theaterwissenschaft. Nach der Promotion 1975 zur Dr. phil. war sie Mitarbeiterin am Österreichischen Museum für Volkskunde und seit 1976 Kuratorin für Stadtvolkskunde und Soziologie im Historischen Museum der Stadt Wien. Ab 1979 baute sie museumspädagogische Veranstaltungen und Programme im Historischen Museum für Schule und Freizeit auf.

## Schriften (Auswahl)
- Hieronymus Löschenkohl. Bildreporter zwischen Barock und Biedermeier. Wien 1978, ISBN 3-85063-086-2.
- Das Spiel der Mächtigen. Der Türkenkrieg von 1683. Wien 1983, ISBN 3-900300-08-9.
- Wunder.orte – Zauber.zeichen. Sagenwege durch Wien. Wien 2003, ISBN 3-85326-271-6.
- Die Pestsäule am Graben in Wien. Wien 2006, ISBN 978-3-8258-9582-2.

## Auszeichnungen
- Österreichischer Staatspreis des Bundesministeriums für Unterricht und Kunst für Sachbücher (1991)[1]
- Österreichischer Kinder- und Jugendbuchpreis[1] (2004)
- Anerkennungspreis der Stadt Wien[1]